# El factor Ícar
"El factor Ícar" (títol original en anglès "The Icarus Factor") és el catorzè episodi de la segona temporada de la sèrie de televisió de ciència-ficció estatunidenca Star Trek: La nova generació, i el 40è de tota la sèrie, que es va emetre originalment el 24 d'abril de 1989, en redifusió als Estats Units. Va ser escrit per David Assael i Robert McCullough en base a una història de David Assael i va ser dirigit per  Robert Iscove.
Ambientada al segle XXIV, la sèrie segueix les aventures de la tripulació de la nau de la Flota Estel·lar de la Federació Enterprise-D. En aquest episodi, el primer oficial de l' Enterprise, William Riker, ha de decidir si accepta el comandament de la seva pròpia nau estel·lar, i els sentiments negatius apareixen quan el seu pare estranyat arriba per informar-lo de la missió. Mentrestant, els membres de la tripulació Wesley Crusher, Geordi La Forge i Data intenten determinar per què el tinent Worf, un klíngon, sembla més agitat que de costum, i descobreixen que està molest per no poder participar en un important ritual klíngon.

## Argument
Mentre l' Enterprise, sota el comandament del capità Jean-Luc Picard, es dirigeix cap a la base estel·lar de Montgomery per executar diagnòstics dels seus motors, Picard rep un missatge de la Flota Estel·lar que ofereix a Riker un comandament propi, l'Àries, en una missió d'exploració potencialment perillosa en un sector llunyà. Picard avisa a Riker que, tot i que a l' Enterprise té una tasca de prestigi, no la pot substituir per l'experiència de tenir el propi comandament, i li dóna 12 hores (la durada de la seva parada a la base estel·lar) per decidir-se. La decisió de Riker es complica pel fet que l'assessor civil que la Flota Estel·lar ha enviat per informar-lo de la seva missió resulta ser el seu pare, Kyle Riker (Mitchell Ryan), amb qui manté una relació antagònica.
Kyle fa diversos intents de reconciliar-se però és rebutjat per Will; la tensió entre els dos finalment s'esvaeix, i accepten un partit d'Anbo-jyutsu, una forma d'arts marcials en què els dos havien lluitat mentre Will creixia. Will interromp el combat, al·legant que en Kyle ha fet servir un moviment il·legal i s'adona que en Kyle només havia estat capaç de vèncer-lo en la seva joventut fent trampes. Kyle ho admet, dient que s'havia adonat que era l'única manera de mantenir en Will interessat en l'esport. Els dos finalment poden parlar i reconciliar-se, i Will admet que està content de que vingués el seu pare.
Mentrestant, l'alferes en funcions Wesley Crusher s'adona que Worf està actuant especialment agitat i demana l'ajuda de l'enginyer en cap La Forge i del comandant Data per esbrinar per què. El trio finalment s'assabenta que s'acosta al desè aniversari de la seva Era de l'Ascensió; S'espera que els klingons celebrin el dia amb un ritual administrat per la seva pròpia espècie. Wesley, Geordi i Data programen l'holocoberta com a lloc per al ritual, en el qual Worf ha de travessar una baqueta de guerrers klíngons i suportar les sacsejades dels cops dels pals que porten. Sorprès per l'esforç, Worf recita vots d'honor mentre recorre el camí com observen els seus companys de tripulació, i al final els agraeix per honrar-lo d'aquesta manera.

## Repartiment i doblatge al català
La sèrie va ser doblada al català pels estudis Tramontana (primera part) i Soundtrack (segona part) i emesa a TV3 l’any 1991. Els dobladors de l'episodi foren:
| Personatge        | Actor/actriu      | Veu en català    |
| ----------------- | ----------------- | ---------------- |
| Jean-Luc Picard   | Patrick Stewart   | Joan Crosas      |
| William Riker     | Jonathan Frakes   | Antoni Forteza   |
| Data              | Brent Spinner     | Joaquim Sota     |
| Geordi La Forge   | LeVar Burton      | Aleix Estadella  |
| Worf              | Michael Dorn      | Enric Arquimbau  |
| Katherine Pulaski | Diana Muldaur     | Núria Cugat      |
| Deanna Troi       | Marina Sirtis     | Victòria Pagès   |
| Wesley Crusher    | Will Wheaton      | Roger Pera       |
| Kyle Riker        | Mitchell Ryan     | Isidro Sola      |
| Miles O'Brien     | Colm Meaney       | Xavier Fernàndez |
| Alferes Herbert   | Lance Spellerberg | Joan Pera        |

## Producció
El títol de l'episodi deriva de la mitologia grega, i la història de Dèdal i el seu fill Ícar.
L'episodi va ser dirigit per Robert Iscove, l'únic que dirigiria de la sèrie. La idea de la història va ser de David Assael. El guió es va atribuir a David Assael i Robert L. McCullough.
McCullough va dir que li van lliurar un esquema d'una història pare-fill per a Riker i li van demanar que la reescrigués. Volia que hi hagués un enfrontament i que després es reconciliessin. Inicialment volia escenificar amb més duresa la fractura entre pare i fill, però això va ser rebutjat per Gene Roddenberry, qui  creia que la gent del segle XXIV hauria evolucionat tant que les emocions negatives fortes com la ira ja no hi jugaven un paper. Iscove va trobar aquesta restricció problemàtica i va rebutjar més compromisos per a la sèrie, tot i que en realitat havia estat un gran fan de la sèrie original de Star Trek. Els guioniste van utilitzar el que sabien de la filosofia del karate per afegir a l'escena de lluita en l'art de ficció de l'anbo-jyutsu. A Jonathan Frakes li va agradar el guió i va apreciar estar al centre de la història. En una mesa de treball del guió, Patrick Stewart va deixar clar que no li agradava el guió i, segons McCullough, va dir "Això és una merda absoluta! No podem fer això."
El copresentador de Entertainment Tonight, John Tesh, en una aparença no acreditada, interpreta un klíngon hologràfic a l'escena ritual, després d'haver estat voluntari per a qualsevol paper de l'espectacle mesos abans.
L'anbo-jitsu (o anbo-jyutsu), l'esport fictici que es mostra en aquest episodi, consisteix a lluitar amb bàculs amb els ulls embenats. En japonès, "An" significa fosc (és a dir, amb els ulls embenats), "Bo" significa bastó i "Jyutsu" significa tècnica o habilitat. Tot i que al guió està escrit com "Anbo-jyutsu", Kyle i William Riker el pronuncien com "Anbo-jitsu". Les pancartes de l'arena estan escrites en japonès i fan referència a diversos personatges i espectacles japonesos.

## Recepció
Aquest episodi va destacar per les tensions entre el comandant Riker i el seu pare, que culmina amb una ronda d'Anbo-jyutsu, una forma d'arts marcials fictícia de Star Trek. Keith R. A. DeCandido de Tor.com va donar a l'episodi una puntuació de 3 sobre 10, qualificant-lo com un episodi força "pobre". Afirma que Kyle Riker és un ximple egoista que es mereix plenament el menyspreu del seu fill. El fet que després de tot aquest temps encara no s'adoni que va ser un greu error abandonar el seu fill de 15 anys fa que sigui impossible sentir cap simpatia per aquest personatge. A més, els escriptors també van sabotejar el personatge Katherine Pulaski fent-la tenir una història d'amor amb un tipus així. DeCandido va trobar entretinguda la subtrama sobre Worf, però al seu parer no va ser suficient per salvar l'episodi en conjunt. Zack Handlen de The A.V. Club va donar a l'episodi un C+ a la seva ressenya, titllant-lo de "bastant terrible", amb l'excepció de la història de Worf.